# Jakow Anufrijewitsch Rylski
Jakow Anufrijewitsch Rylski (russisch Яков Ануфриевич Рыльский, wiss. Transliteration Jakov Anufrievič Ryl'skij; geboren am 25. Oktober 1928 in Alexandrowka, Ostkasachstan, Kasachische SSR; gestorben am 9. Dezember 1999 in Moskau, Russland) war ein sowjetischer Säbelfechter. Er gewann bei drei Olympiateilnahmen zwei Medaillen. Rylski war viermal Weltmeister.

## Karriere
Seine erste internationale Medaille gewann Jakow Rylski bei den Fechtweltmeisterschaften 1955, als er mit der sowjetischen Säbel-Mannschaft die Bronzemedaille hinter den Ungarn und den Italienern erfocht. Bei den Olympischen Spielen 1956 in Melbourne schied er im Einzelwettbewerb in der zweiten Runde aus. Im Mannschaftswettbewerb erreichten Leonid Bogdanow, Lew Kusnezow, Jakow Rylski, Jewgeni Tscherepowski und Dawid Tyschler die Finalrunde und  gewannen durch einen Sieg über die französische Equipe die Bronzemedaille hinter Ungarn und Polen.
1957 erreichte die sowjetische Equipe mit Leonid Lejtman für Bogdanow das Finale bei den Weltmeisterschaften und gewann Silber hinter den Ungarn. Bei den Fechtweltmeisterschaften 1958 in Philadelphia siegte Rylski im Einzelwettbewerb vor Dawid Tyschler. Die sowjetische Equipe mit Rylski, Tischler, Kusnezow und Umjar Mawlichanow erfocht wie im Vorjahr Silber hinter den Ungarn. 1959 siegte bei den Weltmeisterschaften in Budapest die polnische Equipe vor den Ungarn, die sowjetische Equipe erhielt die Bronzemedaille. Bei den Olympischen Spielen 1960 in Rom belegte Rylski im Einzelfinale den achten und letzten Platz, die sowjetische Equipe schied im Viertelfinale gegen die US-Mannschaft aus.
Die Fechtweltmeisterschaften 1961 fanden in Turin statt, im Einzelfinale gewann Rylski vor dem Polen Emil Ochyra. Im Mannschaftswettbewerb gewannen die Polen vor der sowjetischen Equipe mit Umjar Mawlichanow, Nugsar Assatiani, Jewgeni Tscherepowski, Waleri Tschitnji und Jakow Rylski. 1962 in Buenos Aires siegten die Polen vor den Ungarn und der sowjetischen Equipe. 1963 in Danzig gewann Rylski seinen dritten Weltmeistertitel im Einzelwettbewerb, diesmal vor dem Polen Jerzy Pawłowski. Die polnische Mannschaft hingegen gewann die Goldmedaille vor Mawlichanow, Assiatiani, Mark Rakita, Tschitnji und Rylski. Bei den Olympischen Spielen 1964 in Tokio gewann die sowjetische Equipe die Goldmedaille vor Italien und Polen, während die ungarische Equipe nach sieben Olympiasiegen von 1928 bis 1960 den fünften Platz belegte. Im Einzelwettbewerb verlor Rylski das Gefecht um die Bronzemedaille gegen Mawlichanow.
Bei den Fechtweltmeisterschaften 1965 gewann die sowjetische Säbel-Equipe mit Mawlichanow, Assiatiani, Rakita, Rylski und Boris Melnikow ihren ersten Titel vor den Italienern, 1966 in Moskau unterlagen sie gegen die Ungarn. Nach den Weltmeisterschaften in seiner Heimatstadt beendete der für Dynamo Moskau  fechtende Rylski seine aktive Laufbahn.